# Dorfkirche Geba

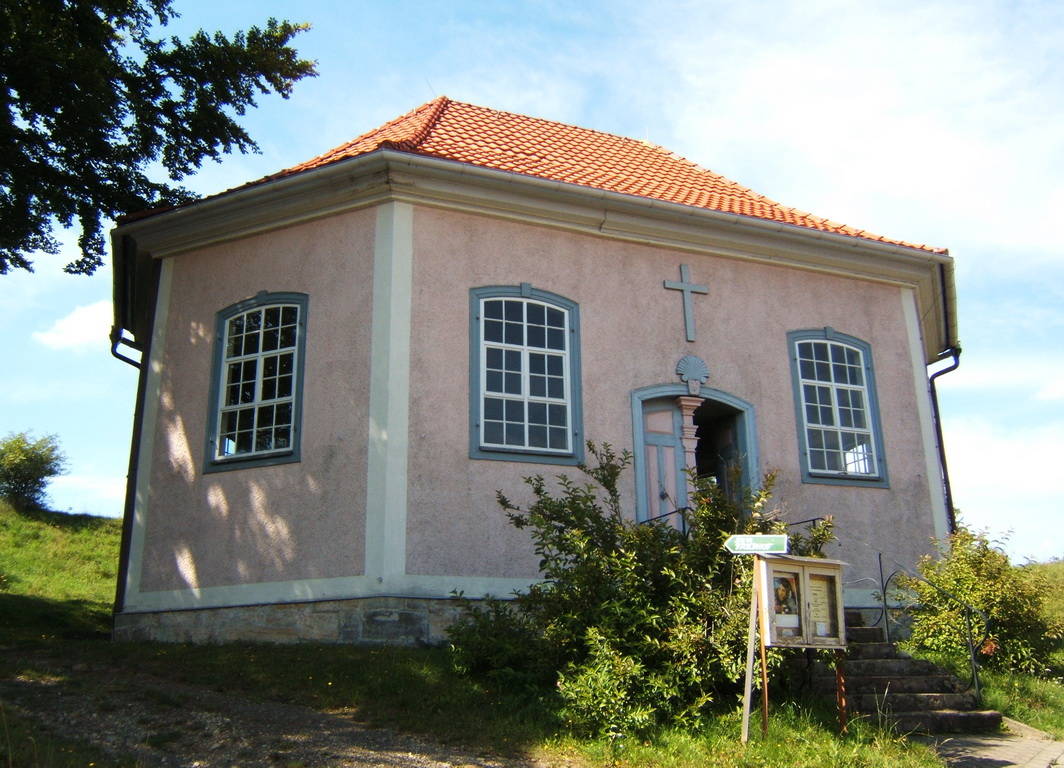
Dorfkirche Geba

Die evangelisch-lutherische Dorfkirche Geba steht auf der Hochebene des Gebabergs in Geba, einem Ortsteil von Helmershausen in der thüringischen Rhön im Landkreis Schmalkalden-Meiningen. Die Dorfkirche Geba gehört zur Kirchengemeinde Stepfershausen im Kirchenkreis Meiningen der Evangelischen Kirche in Mitteldeutschland.

## Beschreibung
Der kleine oktogonale Zentralbau wurde 1791 als Fachwerkkirche anstelle eines 1634 abgebrannten Vorgängerbaus errichtet. Drei Seiten sind verputzt, die restlichen Wände sind mit Holzschindeln verkleidet. Die Kirchenausstattung stammt aus der Bauzeit. Die Kanzel und der Altar stehen frei im Raum. Die Kirchenbänke sind auf drei Ebenen amphitheatralisch angeordnet. Die Orgel mit 9 Registern, verteilt auf ein Manual und ein Pedal, wurde 1799 von Johann Caspar Rommel gebaut und 1996 von Hoffmann und Schindler restauriert.